# Flanders Recorder Quartet
Het Flanders Recoder Quartet is een voormalig blokfluitkwartet uit België dat vooral polyfonische- en barokmuziek, maar ook hedendaagse stukken bracht.

## Geschiedenis
Het ensemble werd opgericht in 1987 onder de naam ‘Vier op ‘n Rij’ als kamermuziekensemble aan het Conservatorium. Ze werden beter bekend in 1990 na het winnen van de Eerste prijs op het Musica Antiqua-concours van het Festival van Vlaanderen Brugge.
In 1990 startte de samenwerking met Jeugd & Muziek die liep tot het opheffen van het ensemble in 2017 en uitmondde in ruim 300 concerten in Vlaamse scholen.
Vanaf 1991 toerde het quartet in Oostenrijk, Zwitserland, Hongarije, Duitsland, Spanje, Italië en Zuid-Amerika: Chili, Paraguay, Uruguay, Argentinië.
In 1992 namen ze de naam ‘Flanders Recorder Quartet’ aan. Daarnaast namen ze de artistieke leiding van het festival Blokfluitdagen te Mechelen op zich.
In 1993 was het quartet Ensemble in residence en verantwoordelijke voor het blokfluitprogramma voor Amherst Early Music, de grootste cursusaanbieder voor oude muziek van de Verenigde Staten. Sinds 1994 werd er jaarlijkse tournees door de Verenigde Staten gehouden. Een jaar later werd beginnen met de tweejaarlijkse tournees door Azië.
Tussen 1996 en 2002 kreeg de groep structurele ondersteuning van de Vlaamse Gemeenschap.
In 1999 werden ze uitgenodigd als artist in residence bij Texas Early Music wat later tweejaarlijks terugkerend werd.
In 2003 startte een internationale tournee van meer dan 100 kindervoorstellingen met het boek Malus van Marc de Bel, samen met acteur Johan Luyckx.

## Ontvangst
Albums van het Flanders Recorder Quartet werden positief besproken in onder andere Luister en Allmusic. Luister schreef over het album 5 [five]: "Ze spelen de sterren van de hemel. [...] een smaakvollere en meer volledige kijk op wat de blokfluit vermag is nauwelijks mogelijk".

## Bijzondere instrumenten
- Sinds 1994 bezit het quartet een uniek barok blokfluitenconsort, ontwikkeld door Friedrich von Huene.
- In 2016 neemt het quartet na jarenlange organologische samenwerking een unieke Renaissance contrabasblokfluit in F van Tom Prescott in ontvangst.

## Publicaties
- 1999: Publicatie van een boek over ensemblespel, Finishing Touch of Ensemble Playing
- 2004: Uitgave van de blokfluitmethode Easy Going

## Discografie
- 1988: debuut-CD Les Nations met materiaal gebracht in de eerste buitenlandse concerten in Zweden en Bulgarije
- 1992: CD’s Seicento (oude muziek) en Novecento (compositie opdrachten aan Vlaamse toondichters)
- 1994: CD Browing my dere, English Consort Music
- 1996: CD Sonata pro Tabula naar aanleiding van concerten rond Duitse Kamermuziek met Musica Antiqua Köln
- 1996: CD naar aanleiding van concerten met Vivaldi’s Le quattro Stagioni met Marion Verbruggen
- 1997: CD’s The Ultimate Recorder en kerst met Capilla Flamenca (Sei Willekommen)
- 1998: CD Mit Flöten Chor met Marion Verbruggen
- 2001 CD Bassano (i.s.m. musicoloog David Lasocki) en gastoptreden op CD Colori (Jan Van der Roost)
- 2002 CD Magic naar aanleiding gelijknamige wereldtournee met Capilla Flamenca, Luthomania en gastmusici
- 2004: CD Locke als eerste onder exclusiviteitscontract met het label Aeolus
- 2007: Jubileum-CD Banchetto Musicale
- 2008: CD The Six Wives of Henry VIII bij Klara met een compositie opdracht over het leven van Hendrik VIII bij Piet Swerts
- 2008: luisterboek Malus met verteller Kurt Rogiers
- 2009: CD The Darke is My Delight met Amaryllis Dieltiens en Bart Naessens en bijhorende uitgebreide Duitse en Nederlandse tournee
- 2010: CD Nowel, Nowel met Encantar en Cécile Kempenaers
- 2012: CD samenwerking met het Frans-Russische Ensemble Syntagma van Alexandre Danilevski
- 2012: CD Encore! met alle audience teasers en pleasers uit Jukebox als dank aan de fans
- 2014: CD Concerti met barokorkest
- 2017: CD 5 [five] met Saskia Coolen naar aanleiding van de afscheidstournee door België, Nederland, Duitsland, Frankrijk, Oostenrijk, Slovenië, Portugal, Tsjechië, Japan, China, Taiwan, Korea, de Verenigde Staten, Engeland en Schotland.

## Prijzen
- 1993: Link Publieksprijs en hoger diploma kamermuziek aan het Lemmensinstituut te Leuven met grootste onderscheiding.
- 1997: Ontvangst van de titel Cultureel ambassadeur van Vlaanderen (eveneens in 1998 en 1999)
- 1998: festivalster Festival van Vlaanderen Antwerpen
- 1999: Pelemansprijs voor de inzet voor muziek van Belgische componisten
- 2002: Tech-artprijs uitgereikt door de Vlaamse Ingenieurskamer voor het meest vernieuwende en creatieve ensemble in Vlaanderen

- Gemeinsame Normdatei: 5513431-2
- International Standard Name Identifier: 0000 0001 2034 4896
- Library of Congress Control Number: no96064511
- MusicBrainz: af5d68c6-b5f5-41d0-ae36-34f402f63e5b
- Nationale Bibliotheek van Israël: 987007325212705171
- Système universitaire de documentation: 154462586
- Virtual International Authority File: 143261258